# Франьо Туджман
Франьо Туджман (на хърватски: Franjo Tuđman) е хърватски политик и историк. Първи президент на Хърватия след обявяването на независимостта от Югославия. Остава такъв до смъртта си през 1999 г.
Роден е във Велико Търговишче. По време на Втората световна война е бил член на 10-ия загребски корпус на югославските партизани. След края на войната работи в Министерството на отбраната, по-късно достига до чин генерал-майор от югославската армия – 1960 г. След отбиване на военната си кариера се посвещава на изучаването на геополитиката. През 1963 г. става професор в Загребския факултет по политически науки. Получава докторска степен по история в 1965 г., работи като историк, докато не влиза в конфликт с комунистическия режим. Туджман участва в движението Хърватска пролет, призоваващо за реформи в страната, за което през 1972 г. е хвърлен в затвора. Започва политическа кариера с основаването на Хърватската демократична общност (ХДО) през 1989 г.
ХДО печели първите парламентарни избори в Хърватия през 1990 г. и Туджман става председател на Председателството на Социалистическа република Хърватия. Като председател е натиснат за създаването на независима Хърватия. Референдумът за независимост се провежда на 19 май 1991 г. и е одобрен от 93% от гласуващите, на 25 юни 1991 г. Хърватия обявява независимостта си от Югославия. Части от сърбите в Хърватия въстават, подкрепени от югославската армия, и така се стига до Хърватската война за независимост. Договаря се прекратяване на огъня през 1992 г., но войната се разпространява в Босна и Херцеговина. Туджман е подложен на критика заради ролята си в Хърватско-босненската война, застрашаваща международната подкрепа за Хърватия. Споразумение за прекратяване на огъня е сключено във Вашингтон през март 1994 г. През 1995 г. Туджман разрешава голяма офанзива, известна като Операция Буря, която ефективно слага край на войната в Хърватия. През същата година той е един от подписалите Дейтънското споразумение, слагащо край на Босненската война. Преизбран е за президент на Хърватия през 1992 г. и 1997 г. и остава на власт до смъртта си през 1999 г.